# Râul Valea Pietricelelor
Râul Valea Pietricelelor este un curs de apă, unul din cele două brațe care formează Râul Boia Mare. 